# Сельское поселение Михайло-Овсянка
Сельское поселение Михайло-Овсянка — муниципальное образование в Пестравском районе Самарской области.
Административный центр — село Михайло-Овсянка.

## Административное устройство
В состав сельского поселения Михайло-Овсянка входит 1 населённый пункт:
- село Михайло-Овсянка.

## Известные уроженцы
- Гранкин, Иван Иванович (1924—1994) — танкист, Герой Советского Союза, полковник.